# Papier syntetyczny
Papier syntetyczny jest syntetyczną imitacją papieru wytworzoną z polimerów, np. z polipropylenu z nieorganicznymi dodatkami i wypełniaczami. W odróżnieniu od papierów wyprodukowanych na bazie włókien naturalnych, papier syntetyczny cechuje bardzo wysoka odporność na środki chemiczne, promienie UV, wodę, tłuszcz, odporność na przedarcie. Te jego cechy sprawiają, że jest dobrym materiałem do produkcji np. map, instrukcji, przywieszek. Łączy zalety trwałej folii z wyglądem i fakturą papieru i daje się zadrukować i obrabiać po druku na wzór papieru. Na wzór papieru wyróżnia się papiery syntetyczne jednowarstwowe i wielowarstwowe, powlekane i niepowlekane. Papier syntetyczny powstał w latach sześćdziesiątych. Używany jest nie tylko jako podłoże drukowe, ale znajduje też inne zastosowania, np. zastępuje tradycyjny papier japoński w modelarstwie (syntetyczny papier japoński). Istnieją też papiery półsyntetyczne: dwie warstwy celulozy przedzielone są warstwą polimerowej folii.